# Gerhard Höfle
Gerhard Höfle (* 1940) ist ein deutscher Naturstoff-Chemiker und ehemaliger Hochschullehrer. Er ist vor allem bekannt für die Isolierung von Epothilon aus dem Myxobakterium Sorangium cellulosum.

## Leben
1968 promovierte Höfle mit der Arbeit Untersuchungen zum ambivalenten Verhalten der Oxazolon-(5)- und Pseudooxazolon-(5)-Anionen sowie zum Mechanismus der Dakin-West-Reaktion an der Technischen Hochschule München. 1975 habilitierte Höfle mit der Arbeit Versuche zur Darstellung von Acylisocyaniden sowie 13C-NMR-spektroskopische [C-NMR-spektroskopische] Untersuchungen von Chinonen und chinoiden Naturstoffen an der Technischen Universität Berlin.
Höfle leitete ab 1975 die Abteilung für Naturstoffchemie bei der Gesellschaft für Biotechnologische Forschung (GBF) in Braunschweig, später Helmholtz-Zentrum für Infektionsforschung (HZI). 2005 ging er in den Ruhestand.
Gemeinsam mit Hans Reichenbach untersuchte er systematisch Sekundärmetabolite zahlreicher Bakterien, unter anderem von Myxobakterien. Dabei entdeckte er in dem Myxobakterium Sorangium cellulosum das erste Epothilon, eine Substanz aus einer Gruppe von 16-gliedrigen Macrolactonen. Die Substanzklasse hat eine zu Paclitaxel analoge Wirkung auf Tumorzellen, weshalb sie in der Krebsforschung und Krebstherapie eingesetzt wird.

## Auszeichnungen (Auswahl)
- 2004 Karl Heinz Beckurts-Preis (gemeinsam mit Hans Reichenbach)[4][5]
- 2005 Ehrendoktorwürde der Gottfried Wilhelm Leibniz Universität Hannover[6]
- 2006 Inhoffen-Medaille des Helmholtz-Zentrums für Infektionsforschung (gemeinsam mit Hans Reichenbach)[7]
- 2007 Korrespondierendes Mitglied der Bayerischen Akademie der Wissenschaften[8]

## Links und Verweise
Weblinks
- Gerhard Höfle auf worldcat.org (Schriftenverzeichnis)

Einzelnachweise
1. ↑  Gerhard Höfle, Norbert Bedorf, Heinrich Steinmetz, Dietmar Schomburg, Klaus Gerth, Hans Reichenbach: Epothilon A und B – neuartige, 16gliedrige Makrolide mit cytotoxischer Wirkung: Isolierung, Struktur im Kristall und Konformation in Lösung. In: Angewandte Chemie, 1996, 108, S. 1671–1673; doi:10.1002/ange.19961081342.
2. ↑  Hannes Schelnder: Neuer Wirkstoff gegen Krebs. In: Hermann – Nachrichten der Helmholtz-Gemeinschaft (PDF, 319 kB), Dezember 2007, S. 2.
3. ↑  Glückliche Odyssee der Forschung: Vom Myxobakterium zum Krebsmedikament. (Memento vom 4. März 2016 im Internet Archive)
4. ↑  Preisträger 2004 bei der Karl Heinz Beckurts-Stiftung (beckurts-stiftung.de); abgerufen am 24. April 2014.
5. ↑  Krebsmedikament aus dem Komposthaufen: Myxobakterien-Forscher der GBF mit dem Beckurts-Preis ausgezeichnet. Pressemitteilung vom 7. Dezember 2004 beim Informationsdienst Wissenschaft (idw-online.de)
6. ↑  Ehrendoktorwürde für Professor Gerhard Höfle. In: idw-online.de. Abgerufen am 16. Juni 2025.
7. ↑  Inhoffen-Medaille beim Helmholtz-Zentrum für Infektionsforschung (helmholtz-hzi.de); abgerufen am 24. April 2014.
8. ↑  Mitglied Prof. Dr. Gerhard Höfle. In: badw.de. 6. Dezember 2013, abgerufen am 24. Februar 2016.

| Personendaten    | Personendaten                |
| ---------------- | ---------------------------- |
| NAME             | Höfle, Gerhard               |
| KURZBESCHREIBUNG | deutscher Naturstoffchemiker |
| GEBURTSDATUM     | 1940                         |